# Банов (Телеорман)
Банов (рум. Banov) — село у повіті Телеорман в Румунії. Входить до складу комуни Поєнь.
Село розташоване на відстані 60 км на захід від Бухареста, 52 км на північ від Александрії, 122 км на схід від Крайови, 136 км на південь від Брашова.

## Населення
За даними перепису населення 2002 року у селі проживали 204 особи. Рідною мовою 202 особи (99,0%) назвали румунську.
Національний склад населення села:
| Національність | Кількість осіб | Відсоток |
| -------------- | -------------- | -------- |
| румуни         | 194            | 95,1%    |
| цигани         | 9              | 4,4%     |